# John 'Dusty' King
John 'Dusty' King, né Miller McLeod Everson le 11 juillet 1909 à Cincinnati et mort le 11 novembre 1987 à San Diego, est un chanteur et acteur américain, connu en particulier pour ses rôles dans les westerns.

## Biographie
Né à Cincinnati, il est diplômé de l'Université de cette ville, puis voyage en faisant différents métiers, et travaille dans un ranch en Arizona. Il fait de la radio dans le Kentucky, puis retourne à Cincinnati où il anime une émission radiophonique, et est repéré par Ben Bernie, chef d'un groupe musical, qui l'engage en tant que chanteur et lui fait changer son nom pour le pseudonyme de John 'Dusty' King. Conscient de sa bonne image, Bernie le recommande à Hollywood, où Zeppo Marx l'approuve. Il signe un contrat avec Universal Pictures, et obtient le rôle principal dans le serial Ace Drummond, puis apparait dans des films produits par Monogram Pictures, puis dans la série de 24 westerns intitulée Range Busters (en).

## Filmographie
- 1935 : Stolen Harmony
- 1935 : The Affair of Susan
- 1936 : Dangerous Waters de Lambert Hillyer
- 1936 : Trois Jeunes Filles à la page (Three Smart Girls)
- 1937 : Après (The Road Back)
- 1939 : Mr. Moto Takes a Vacation
- 1939 : Charlie Chan à Honolulu
- 1940 : Half a Sinner
- 1940 : West of Pinto Basin
- 1940 : The Range Busters (en)
- 1940 : Midnight Limited
- 1941 : Trail of the Silver Spurs
- 1941 : The Kid's Last Ride
- 1941 : Tumbledown Ranch in Arizona
- 1941 : Wrangler's Roost
- 1941 : Fugitive Valley
- 1941 : Saddle Mountain Roundup
- 1942 : Texas to Bataan
- 1942 : Arizona Stage Coach
- 1943 : Haunted Ranch
- 1946 : Renegade Girl